# Virtua Fighter (anime)
Virtua Fighter (バーチャファイター) es un anime de 35 episodios (01-24 primera temporada, 25-35 segunda temporada), basado en la saga de videojuegos de pelea Virtua Fighter creados por Sega-AM2. Fue transmitido en Japón desde el 2 de octubre de 1995 hasta el 27 de junio de 1996.

## Historia
Akira Yuki vaga por Los Ángeles durante un viaje. Es llamado Virtua Fighter y es un maestro del Hakkyoku Ken. Allí conoce a Pai Chan, la hija del líder de Koenkan, quien no quiere tener nada que ver con el Koenkan o Ryu Kowloon, el hombre con el que está comprometida en matrimonio. Akira y Pai forman equipo para luchar contra el Koenkan y conocen a otros luchadores, incluidos Jacky y Sarah Bryant que los acompañan en su viaje. Aunque lo intentan, no pueden escapar del Koenkan, pero no tienen ningún problema en seguir luchando contra sus enemigos.

## Personajes
PRINCIPALES
- Akira Yuki (結城晶) "Alex Yuki" en Latinoamérica
- Seiyuu: Shinichiro Miki

Es uno de los mejores luchadores del mundo. Está viajando por el mundo en busca de las ocho estrellas del amanecer que podía ver cuando era niño, antes de que perdiera su inocencia y conociera el orgullo. Tiene una personalidad amistosa y amena que esconde su naturaleza seria. Akira disfruta de las bromas y le desagrada que los débiles sean molestados. Cree fervientemente en los principios de las artes marciales y lucha contra cualquiera que esté en contra de ellos.
Akira disfruta de comer grandes cantidades de comida y entrenando.
El solo pelea cuando ve gente en peligro y normalmente se mete en pequeños problemas, como cuando toca un seno a Sarah Bryant (después de tropezarse con ella debido a que Alexander le cubrió la cara) o cuando besa (con aliento a ajo) a Pai Chan.
Antes de pelear, recita la siguiente frase mientras a ajusta el cinturón y se coloca una cinta en su cabeza:
Las personas no deben lastimarse ni lastimar a los demás. ¡Mi filosofía, está basada en esa creencia!. ¡¡pero estas no se aplican a aquellos que han ido por el mal camino!!.
¡Yo me encargo de cualquiera que no sabe comportarse!.
¡ALLA VOY!
- Pai Chan (パイ・チェン) "Erika Chan" en Latinoammerica
- Seiyuu: Naoko Matsui

Inicialmente conoce a Akira en el Barrio Chino mientras escapa de Koenkan (Akira la besa accidentalmente cuando este tenía aliento a ajo), suele acompañarlo para evitar ser atrapada por los renegados de Koenkan, por su padre Lau Chan y el discípulo de este, Ryu Kowloon. Quiere vengarse de su padre porque piensa que su obsesión por el dojo Koenkan causó la muerte de su madre.
Es una chica de carácter explosivo y puede ser muy dulce cuando no está golpeando a alguien. Voluntariosa y testaruda, Pai también puede ser tan divertida como Akira. Tiene principios muy arraigados, piensa rápido y saca conclusiones apresuradamente. Igual que puede ser fuerte y determinada, también puede ser amable y tranquila. Tiempo después se convierte en estrella de cine siendo conocida como "Pretty Dragon" y con el transcurso del tiempo comienza a enamorarse de Akira y luchar a su lado, dejando en receso su carrera como actriz.
- Lau Chan (ラウ・チェン) "Carlos Chan" en Latinoamérica
- Seiyuu: Shigeru Chiba

Es el padre de Pai, fundador y líder de Koenkan, Es uno de los luchadores más brillantes del mundo, pero ha dado demasiados pasos errados en su vida y se ha convertido en un hombre solitario y quiere que Pai se case con su discípulo, Ryu Kowloon, para que sean los sucesores de Koenkan. Lau desconoce todo lo que el malvado Ryu ha hecho con su notable escuela y en lo que los Koenkan se han convertido, es por eso que viaja a Hong Kong a rendirle cuentas a Ryu cuando intentaba casarse a la fuerza con Pai. más tarde en el anime ayuda a su hija y a sus amigos a derrotar al robot Dural.
- Jacky Bryant (ジャッキー・ブライアント) "Roberto Fantini" en Latinoamérica
- Seiyuu: Yasunori Matsumoto

Es un famoso piloto de carreras, conoce a Akira y Pai cuando estos últimos participan en un concurso de quien come más filetes en el menor tiempo posible, organizado por el patrocinador de Jacky (Smile Steak) y el cual Akira gana, al principio no se lleva bien con Akira y su actitud en contra de él lo hace que se enfrente en innumerables veces, con el tiempo se vuelven los mejores amigos y compañeros de viaje, suele viajar mucho con su hermana Sarah y su mascota Alexander en una casa rodante cuando no está compitiendo.
Jacky sueña con ser un gran piloto de carreras, y ha dejado atrás la fortuna familiar para seguir su sueño. Es un hermano sobreprotector que haría cualquier cosa por su hermana menor. Es temperamental y rudo para algunas cosas, y muy suave y delicado cuando de su hermana se trata. Es rápido y decidido al pensar y actuar.
- Sarah Bryant (サラ・ブライアント) "Sara Fantini" en Latinoamérica
- Seiyuu: Maya Okamoto

Es la hermosa hermana de Jacky Bryant, Es paciente, bondadosa y comprensiva. Suele viajar siempre con su hermano y su único defecto es que se ha apoyado en Jacky durante tanto tiempo que le cuesta valerse por sí misma. Aun así, aprende rápido y se adapta fácilmente a las situaciones. Sarah es muy femenina, pero muy fuerte y muy hábil en la práctica de Jeet Kune Do. Su mascota es una ardilla muy inteligente llamada Alexander.
Cuando Jacky compite, ella suele apoyarlo siendo promotora, más tarde durante el anime es secuestrada por Kagemaru y controlada por Eva Durix quien la utiliza para crear al Soldado Perfecto. En los primeros capítulos de la serie, parece estar enamorada de Akira, pero más tarde se sentirá atraída hacia Kagemaru, quien la salva de varias situaciones cuando está al límite del peligro.
- Alexander "Loxito" en Latinoamérica

Es la ardilla mascota de Sarah y en algunos casos, compañero de viajes de Akira, comparte los momentos de acción por ser mucho más inteligente de lo que debería. Ayuda a los chicos siempre que puede y los anima cuando están tristes.
- Kage Maru (影丸?) "Victor" en Latinoamérica
- Seiyuu: Kiyoyuki Yanada

Es un ninja líder de la villa Harakure en Japón y amigo de Akira. Su estilo de pelea es el "Hagakure-ryu Jiu Jiutsu". En un principio se ve como un mercenario y no se lleva bien con Akira y los demás ya que fue él quien secuestró a Sarah y le sería entregada a manos de Eva Durix para convertirla en el "Soldado Perfecto". Con el tiempo, se arrepiente de su acto tratando muchas veces de ayudar a Sarah en los momentos más precisos y se sentirá atraído hacia ella, el motivo de su arrepentimiento es que ignoraba los propósitos de Eva con Sarah. Con el tiempo, se une a Akira y a sus amigos y será primordial a la hora salir de muchos problemas.
En la segunda temporada, será secuestrado por Onimaru después de que su pueblo había sido masacrado por él, con fin de obtener la posición como el líder del clan Hagakure, siendo rescatado por Lau y cuidado en la casa de Shun-Di hasta su recuperación, después sería pieza clave para derrotar a Golden Dural.
- Lion Rafale (リオン・ラファール?)
- Seiyuu: Tetsuya Iwanaga

Es un chico Francés dependiente que admira a Akira y a quien conoció mientras este último realizaba un espectáculo callejero junto a Alexander, ahí insiste en que le regale o venda a Alexander y Akira ante las insistencias de Lion, lo ataca con una de sus técnicas que casualmente golpea a uno de los hombres que el padre de Lion contrató para llevarlo a casa. Anhela ser independiente. Ha sido bien educado en la técnica Crane y Tourou-ken. Lion quiere cambiar la Corporación Rafale y alejarla del malvado mundo de los Koenkan.
- Wolf Hawkfield "Lobo de las Sombras" en Latinoamérica

Es un Canadiense experto en lucha libre conocido como "El Rey sin Coronar", Se enfrenta a Akira en una lucha realizada en el ring de un casino y si Akira ganaba, le sería dicha valiosa información sobre el paradero de Sarah, pero en el fondo todo era una trampa planificada por el dueño del casino que a su vez era apadrinado por Koenkan, al final Wolf descubre la trampa y ayuda a Akira y sus amigos a poder escapar del casino en el que fue colocada una bomba. Tiempo después será una pieza fundamental a la hora de luchar junto a Akira y sus amigos contra sus rivales.
- Jeffry McWild (ジェフリー・マクワイルド) "Jaime Martínez" en Latinoamérica
- Seiyuu: Ryūzaburō Ōtomo

Es un pescador oriundo de Australia, rescató a Akira y lo ayudó a llegar a Europa en el barco en el cual trabaja, su sueño como pescador es atrapar a un tiburón llamado "Satan" el cual habita los mares del sur. Vive junto a su esposa y sus tres hijos en una pequeña isla al sur del país oceánico y que el padre de Lion quiere apropiarse para realizar experimentos nucleares, cosa que Lion ignora.
Su estilo de pelea es el "Pancratium", un estilo de lucha originario de la antigua Grecia y su frase antes pelear es "Por el poder de un hombre de mar".
- Shun-Di  (舜帝（シュン・ディ） "Fausto" en Latinoamérica

Es un solitario anciano que vive en las montañas en China, experto en el "Drunken Kung Fu" y maestro de Lau, fue el quien sorprendió al francotirador que Ryu contrató para asesinar a Lau y viaja junto a este último a Hong Kong para rendirle cuentas a Ryu. Shun contó la historia por el cual Lau se volvió solitario después de la muerte de su esposa y sus pasatiempos favoritos son beber sake hasta emborracharse y coleccionar hierbas medicinales.
Secundarios
- Abuelo ; "Señor Molina" en Latinoamérica

Es el dueño del restaurante Nampuku, lugar donde Akira llega a Chinatown, el Abuelo hace un trato con Akira que si era capaz de comerse 50 platos de empanadillas de ajo en 1 hora, no le cobraría por lo que se comió anteriormente, creyendo que no llegaría a más de 5 platos, al final se da cuenta de que fue una mala decisión, al rato después, Pai entra en el restaurante escapando y comienza una lucha contra los de Koenkan y Akira los vence fácilmente, mientras comía el último plato y besa accidentalmente a Pai cuando tenía aliento a ajo, al ver que salía perdiendo por partida doble, el Abuelo decide buscar a Akira que se había escapado y hacer un trato con él que si era capaz de rescatar a Pai, le daría de comer gratis y colocaría un cuadro firmado por este, después de que Akira casi lo deja en quiebra gracias a su voraz apetito, la gente de Koenkan le destruye su restaurante buscando a Pai y en el momento cuando Akira y Pai emprenden el viaje junto a Jacky y Sarah, previamente Akira le repara su restaurant con una nota que dice "gracias"
- Wei ; "Eddie" en Latinoamérica

Es un niño que Pai conoce cuando otros niños alumnos de Koenkan lo golpean argumentando que practicaban con él las artes marciales, al ver Pai que especialmente dos niños de Koenkan eran abusadores con Wei, lo trata de entrenar en artes marciales, pero Akira le enseña su "tecnica secreta" que es "correr tan rápido como puedas", generando la indignación de Pai por hacerlo correr como un cobarde, al ver que Wei tenía amistad con Pai, los otros dos niños le dicen a Yan y secuestran a Wei dejándolo colgado en un árbol para que Pai salga y de la cara, después de que se enfrenta con un hombre llamado "Tiger" quien la ataca con una lanza y al ver que estaba siendo vencido por Pai, Yan ordena a los dos niños a golpear a Wei y este comienza a gritar que le duele y que no quiere que le peguen más (aconsejado por Akira), generando que ambos reconozcan que golpear es malo y se compadecen de Wei, al final, después de que Akira derrota a Tiger y que tome a ambos niños para que les de una lección, Wei no quiere hacerles nada porque no quiere que ellos sufran lo que uno sufre cuando lo golpean.
- Blues F. Davis ; "Señor Davis" en Latinoamérica

Es el director de las películas en las que Pai actúa. La conoce después de que Pai se entromete en una escena donde dos hombres iban en busca de una mujer vestida de novia y los ataca. Después de que la actriz renuncia, Davis ve a Pai como su perfecta sustituta, en una reunión que Akira y Pai tuvieron con el Señor Davis, ahí le explica a Pai que tiene belleza y talento para el cine, aunque tiene un trato algo brusco con Akira. Davis la va incluso a buscar a Vancouver para grabar su próxima película, a pesar de que Pai no quería ir para pelear junto a Akira de quien se comenzaba poco a poco a enamorar, Akira le insiste de que debe irse con él y le grita, haciendo que Pai se vaya triste, sin antes Davis agradecerle que se fuera con él, después en el aeropuerto debe dejar ir a Pai que comenzaba a luchar con Mya después de atacar a Akira, diciendo que la esperará después de que se haya enamorado lo mayormente posible y madurado como actriz y persona.
- Liliana

Es una niña holandesa que Jacky y Pai conocen cuando Jacky la esquiva para no hacerle daño cuando perseguía a un ladrón que le había robado la cartera, después de ver a Pai atacar al ladrón con una gran destreza, le pide que sea su guardaespaldas personal, pero los verdaderos motivos son que Koenkan le destruye la escuela de ballet que tiene con su madre para construir un dojo con un documento donde sale falsificada la firma de la madre de Liliana. Liliana es una gran bailarina de ballet y comienza a sentir afecto por Jacky, ya que él le contó que se parecía mucho a Sarah cuando era pequeña después de que le cayó un plato de sopa caliente en la mano. Después le confiesa a Pai que se siente enamorada de Jacky y también es cuando se sabe que Pai en realidad está enamorada de Akira y comienza a llorar al recordarlo. Después, Pai y Jacky derrotan a Koenkan y le exigen al hombre que llevaba el contrato que se lo entregue y de esa forma, Jacky lo quema sin antes advertirles que si vuelven a molestar a Liliana y su madre, les dará nuevamente su merecido.
VILLANOS
- "Koenkan"

- Ryu Kowloon (劉 ・九龍?) "Daniel Kowloon" en Latinoamérica

Es el mejor discípulo de Lau Chan y está comprometido para casarse con Pai. Cuando era muy joven, Lau lo salvó después de que se robó una gallina por el hambre que tenía y desde entonces ha estado junto a él. Cuando Lau dejó que se encargara de Koenkan en su ausencia, la megalomanía de Ryu se impuso y planeó deshacerse de su maestro y que Pai se casara a la fuerza con él para ser el líder indiscutible de Koenkan. En el fondo, Ryu es un poco inocente, porque confía en la traidora Eva Durix.
- Yan Wei-Min ; "Omar" en Latinoamérica

Es el enviado especial a Estados Unidos para encontrar y llevar a Pai devuelta a Hong Kong, además del líder del dojo Koenkan en Chinatown. Él junto a los alumnos de Koenkan, siembran el terror en Chinatown y hacen de las suyas en un pueblo anteriormente tranquilo. Hasta que Akira, aliado con Pai, Jacky y Sarah los enfrentan junto a los ciudadanos para expulsarlos ya cansados de los constantes abusos. Yan Wei-Min se enfrentará en dos ocasiones a Akira, pero en ambas será vencido. Primero en Chinatown y en la segunda ocasión cuando lo intenta atropellar, pero al ver el fracaso de deshacerse de Akira, la propia organización Koenkan se encarga de eliminarlo cuando lo encuentran escondido en un hotel.
- Lee Coleman; "César" en Latinoamérica

Es quien toma el relevo de Yan Wei-Min en Estados Unidos para encontrar y llevar devuelta a Pai a Hong Kong. Él se encargó de buscar a Yan Wei-Min para matarlo en el hotel donde estaba escondido, Lee es más persistente que Yan para concretar los planes que le son encomendados, pero también fracasa y es eliminado por los miembros de Koenkan que lo matan en el desierto de Arizona.
- Jimmy Gates ; "Karla" en Latinoamérica

Aunque en la traducción original es retratado como un hombre, en la versión latinoamericana es retratada como una mujer, por lo que al ver ambas series, se produce una confusión, es el Comandante Supremo de Koenkan en Estados Unidos. Con su apariencia física, parece un niño entre 12 y 15 años y se infiltra en el grupo de Akira y los demás con el nombre de Kelly, pero en realidad es un hombre muy inteligente y despiadado; a pesar de verse tan frágil físicamente, es muy fuerte, por lo que puede competir contra Akira y los demás. Gestiona un casino donde se realizan combates de lucha ilegal y desprecia profundamente la amistad entre Akira y los demás, pero al final Akira logra hacerse amigo de él y le ayudará a salir de Koenkan y unirse a sus compañeros.
- Hermanas Owen ; "Hermanas Howard" en Latinoamérica

Isabel y Elisa Owen, son las líderes de la sucursal de Koenkan en Ámsterdam y tienen el control de las operaciones del dojo en toda Europa. Elisa se viste con vestidos largos (como de princesa) y utiliza como arma un abanico, que en realidad está compuesto de láminas de acero que pueden lanzar espinas venenosas, el terminarse las espinas, el abanico se puede usar directamente como si fueran puñales. Isabel lleva una vestimenta más masculina, un smoking color púrpura con una camisa blanca debajo y es hábil en el uso de los sai, en el cual tiene una técnica en que gira de frente como torbellino atacando de sorpresa.
Se preocupan mucho la una de la otra y se enfrentan en dos oportunidades a Akira y los demás. En el primer enfrentamiento, son derrotadas por Akira y Lion en el edificio de Koenkan en Ámsterdam cuando previamente rescatan a Pai y Jacky quienes fueron tomado prisioneros, atacando Lion a Elisa con una técnica de Tourou-ken. La segunda es cuando van en primera clase de un vuelo directo a Hong Kong (donde está la sede central de Koenkan) a rescatar a Pai y luchan junto a ellas un puñado de guerreras que se hacen llamar "Las Amazonas Owen/Howard". Terminando derrotadas por Akira, Jacky y Sarah y posteriormente arrestadas al aterrizar el avión por los mismos policías que son miembros activos de Koenkan.
- Yan Hon-Ron "Juan" en Latinoamérica

Es el encargado de la sucursal de Koenkan en Hong Kong, en el momento que Akira, Jacky y Sarah ponen el primer pie al bajar del avión, lo confunden con Yan Wei-Min y en realidad Yan Hon-Ron, es el hermano menor. La misión que Ryu le encomendó a Yan Hon-Ron fue tratar a toda costa de impedir que Akira y los hermanos Bryant lleguen a la iglesia donde se realiza la boda con Pai. En varias oportunidades trata de atacarlos terminando derrotado, incluso trata de enfrentarse con Shun-Di cuando se cruzan en las oficinas del aeropuerto y el maestro del Drunken Kung-Fu lo derrota fácilmente. Luego los persigue en el puerto disparándoles desde unos barcos y nuevamente son derrotados gracias a las habilidades de Jacky al volante. El punto culmine es cuando muere dentro el auto que conducía al caer y posteriormente explotar desde un edificio que colindaba con la iglesia donde se realizaba el casamiento.
"La Organización"
Al finalizar la primera temporada, Lau da a Koenkan por cancelada, y sale a la palestra una organización creada por un grupo de hombres poderosos que tienen influencia política y económica absoluta en todo el planeta; que afectará la crisis mundial tal cual lo fue en los días de Hitler e incluso Napoleón. Aparentemente tienen un control total sobre la "Compañía Rafale", son conocidos y temidos por varios individuos prominentes del planeta; Su interés particular es la guerra, por lo tanto, están muy interesados en el proyecto del "Golden Dural" como un nuevo soldado perfecto. Los líderes parecen ser de seis individuos de alto estatus social (cuatro hombres y dos mujeres) y tienen a su disposición a varios miembros quienes atacan a los luchadores más poderosos del mundo y son los siguientes
- Onimaru

Es un ninja que en su juventud vivió en el mismo pueblo de Kagemaru y a la edad de 15 años, le desafiará a convertirse en el nuevo líder de la comunidad, pero, a pesar de ganar, será negado por el exlíder para ser su sucesor por ser demasiado cruel y despiadado, prefiriendo a Kagemaru por su lealtad y compasión hacia los demás, es por eso que abandonará el lugar, convirtiéndose en un convicto mercenario. La Organización lo contrata como ninja para atacar a los luchadores más fuertes del mundo y su primera misión fue atacar y destruir el pueblo Harakure, además de secuestrar a Kagematu, también debe investigar los objetivos necesarios para el desarrollo de Golden Dural. Después de una dura derrota por parte de Akira, decide hacer de conejillo de indias para la realización de Golden Dural usando sus ondas cerebrales, la batalla que tuvo con Golden Dural, lo condujo a su muerte, pero antes de exhalar su último suspiro, le felicito, con la esperanza de que debía matar a todos sus enemigos.
- Mya("Nora" en Latinoamérica)

Es una de los dos discípulos de Onimaru que siempre está a su lado para combatir a Akira y sus amigos. Su contextura física hace pensar que tiene una fuerza superior a una mujer promedio. Es muy fuerte y agresiva a la hora de luchar. Mientras trataba de detener a Alexander que se había colado en el lugar donde estaban secuestrados Akira y la familia de Jeffry, mientras este último luchaba contra Pai y Lion frente a la playa, accidentalmente aprieta un botón que los hace liberarse. Posteriormente es castigada por Onimaru y arrojada desde un helicóptero al mar de manera agónica. Es rescatada por Arika y sus últimas palabras antes de morir en los brazos de este, es que le hubiera gustado tener amigos como los que él tiene.
- Eva Durix (エバ・ヅリキス)
- Seiyuu: Atsuko Tanaka

Es una científica especialista en la robótica, quiere crear al Soldado Perfecto.
Es astuta, hábil y muy inteligente. Eva usa a los Koenkan para que financien su proyecto y secretamente odia a Ryu, con quien se ve obligada a trabajar. Eva está dispuesta a arriesgarlo todo para lograr sus objetivos.
Asiste a Ryu en el lavado de cerebro de Pai, pero cuando esta es rescatada por sus amigos, Eva finalmente captura a Sarah y la usa como base del proyecto Dural. Aparentemente muere en la explosión del edificio al final de la primera temporada, pero resulta estar viva en la segunda. Muere al final de la segunda temporada al ser empujada por un risco por su propia creación, pese a que Akira intenta salvarla.

## Fuente
- http://www.frozen-layer.com/animes/1598-virtua-fighter
- http://en.wikipedia.org/wiki/Virtua_Fighter_(anime)
- https://web.archive.org/web/20090430050719/http://usuarios.lycos.es/animeven/virtua.htm